# Taupatie
Per taupatie si intendono alcune patologie neurodegenerative proteino-correlate che presentano un anomalo metabolismo della proteina tau, la quale si accumula interferendo con le normali funzioni neuronali (soprattutto cognitive).

## Alcune taupatie
La taupatia per eccellenza è senz'altro la malattia di Alzheimer. Si possono inoltre annoverare i seguenti quadri clinici:
- Ammassi neurofibrillari diffusi con calcificazione
- Angiopatia amiloide cerebrale da prioni
- Atrofia multi-sistemica
- Complesso demenza-SLA-parkinsonismo (sindrome cosiddetta Lytico-Bodig di Guam)
- Degenerazione cortico-basale
- Demenza argirofila
- Demenza da soli grovigli
- Demenza frontotemporale e parkinsonismo associata al cromosoma 17
- Distrofia miotonica
- Gliosi progressiva sottocorticale
- Malattia di Creutzfeldt-Jakob
- Malattia di Gerstmann-Sträussler-Scheinker
- Malattia di Niemann-Pick di Tipo C
- Malattia di Pick
- Panencefalite subacuta sclerosante
- Paralisi sopranucleare progressiva (PSP-Parkinson)
- Paralisi sopranucleare progressiva (PSP-Richardson), forma classica
- Parkinsonismo postencefalitico
- Parkinsonismo con spasticità X-linked (XPDS)
- Encefalopatia traumatica cronica (Sindrome da demenza pugilistica)
- Sindrome di Down
- Sindrome di Hallervorden-Spatz

L'inattivazione della proteina numb nei neuroni della retina e nei motoneuroni della corteccia spinale è associata a un'accelerazione nella progressione della malattia e della perdita di neuroni.